# Trimetilammina

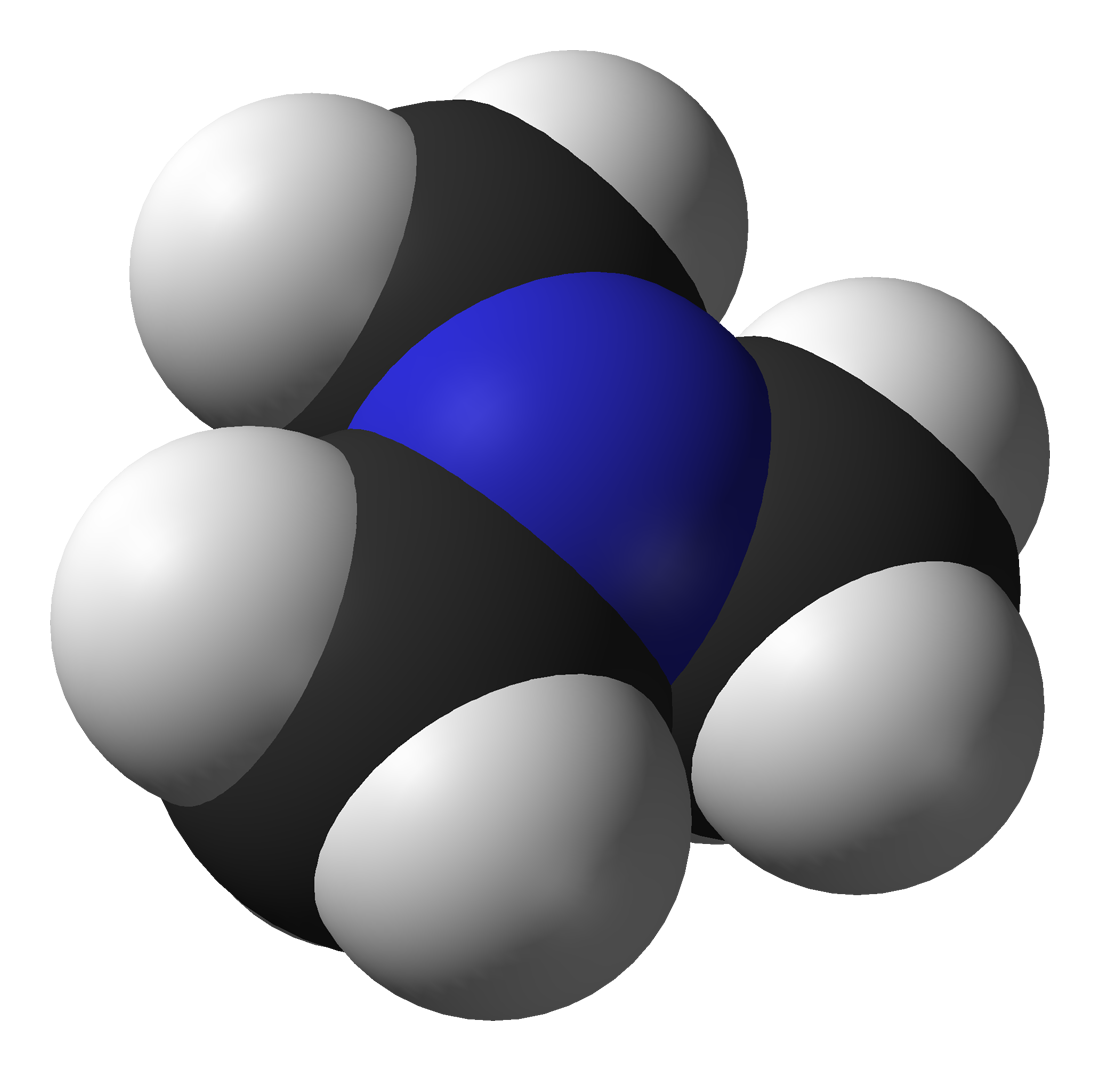
La molecola di trimetilammina secondo le sfere di Van de Waals

La trimetilammina è un'ammina terziaria di formula molecolare N(CH3)3. Nella molecola di questa sostanza un atomo di azoto si trova al centro di un tetraedro distorto trigonalmente (simmetria molecolare C3v): tre vertici sono occupati da un gruppo funzionale metilico (-CH3) ed il quarto da una coppia elettronica solitaria, che contribuisce alla basicità alla sostanza stessa. 
La trimetilammina è un prodotto della decomposizione di piante ed animali, in particolare del pesce, al quale conferisce il caratteristico odore.

## Caratteristiche
La trimetilammina è un composto incolore, igroscopico ed infiammabile, dal caratteristico odore "di pesce". In concentrazioni elevate l'odore è invece più simile a quello dell'ammoniaca. A temperatura ambiente si trova allo stato gassoso e viene comunemente commercializzata in bombola o in soluzione acquosa al 40%.
La trimetilammina è una base di Lewis e può reagire con l'acqua o con un altro donatore di ioni idrogeno (H+), formando lo ione trimetilammonio. Dalla reazione con acido cloridrico anidro si ottiene cloruro di trimetilammonio, un composto solido di colore bianco. Dalla reazione con acido cloridrico in soluzione acquosa si ottiene cloridrato di trimetilammina.

## Sintesi
La trimetilammina può essere sintetizzata tramite una reazione catalitica tra ammoniaca e metanolo a circa 300 °C utilizzando come catalizzatore ossido di alluminio:
{\displaystyle {\ce {3 CH3OH + NH3 -> (CH3)3N + 3 H2O}}}
Questa reazione produce anche dimetilammina (CH3)2NH e metilammina CH3NH2.
Un'altra  reazione di sintesi è quella tra cloruro di ammonio e formaldeide:
{\displaystyle {\ce {9(CH2=O)n + 2n NH4Cl -> 2n (CH3)3N*HCl + 3nH2O + 3nCO2 ^}}}

## Usi
La trimetilammina è impiegata nella sintesi della colina e dell'idrossido di tetrametilammonio. Si impiega anche nella produzione di fattori di regolazione della crescita delle piante, di alcune resine a scambio ionico e nella sintesi organica per la produzione di agenti acceleranti per gomme sintetiche.

## Trimetilaminuria
La trimetilaminuria è una malattia genetica che comporta l'incapacità dell'organismo di metabolizzare la trimetilammina assunta per via alimentare. Nei soggetti affetti si riscontra il tipico odore di pesce nel sudore, nell'alito e nelle urine a seguito della consumazione di cibi ricchi di metilammine. Responsabile di questa malattia è il difetto di un gene recessivo presente in un autosoma, che comporta una carenza di enzima trimetilammina ossidasi.